# Yuru Camp
Laid-Back Camp (ゆるキャン △, Yurukyan) é uma série japonesa de mangá, publicada pela Houbunsha ' s Seinen manga Magazine desde julho 2015. O mangá é licenciado na América do Norte pela Yen Press. Uma adaptação televisiva em formato anime começou a ser exibida no Japão a partir de 04 de janeiro de 2018.

## Enredo
A história acompanha duas amigas, Rin, uma garota que está  acampando sozinha na base do Monte Fuji e Nadeshiko, uma menina que veio ver o Monte Fuji em sua bicicleta.

## Personagens
Nadeshiko Kagamihara (各務原 なでしこ, Kagamihara Nadeshiko)
Dublada por: Yumiri Hanamori
Uma menina energética que faz amizade com Rin e junta-se ao Outdoor Activities Circle. Nascido perto do Lago Hamana, em Hamamatsu, Província de Shizuoka. Depois de se mudar de Hamamatsu para Minobu, ela conheceu Rin quando visitou o Lago Motosu de bicicleta.  O nome é originário de Cidade de Kakamigahara, Província de Gifu.
Rin Shima (志摩 リン, Shima Rin)
Dublada por: Nao Tōyama
Uma garota geralmente tranqüila que gosta de acampar sozinha. O nome é originário de Cidade de Shima, Província de Mie.
Chiaki Ogaki (大垣 千明, Ōgaki Chiaki)
Dublada por: Sayuri Hara
Presidente do Outdoor Activites Circle no Escola Secundária de Motosu. O nome é originário de Cidade de Ogaki, Província de Gifu.
Aoi Inuyama (犬山 あおい, Inuyama Aoi)
Dublada por: Aki Toyosaki
Amiga da Chiaki e membro do Outdoor Activites Circle. O nome é originário de Cidade de Inuyama, Província de Aichi.
Ena Saitou (斉藤 恵那, Saitō Ena)
Dublado por: Rie Takahashi
O colega alegre de Rin. Ela tem um chihuahua chamado "Chikuwa". O nome é originário de Cidade de Ena, Província de Gifu.
Sakura Kagamihara (各務原 桜, Kagamihara Sakura)
Dublada por: Marina Inoue
Irmã mais velha de Nadeshiko.

## Mídia

### Anime
Uma adaptação televisiva em formato de anime da série de mangás, dirigido por Yoshiaki Kyōgoku e produzido pela C-Station, estreou em 04 de janeiro de 2018. Jin Tanaka supervisionou os scripts da série e Mutsumi Sasaki desenhou os personagens. O tema de abertura é "Shiny Days", sendo este cantado pela cantora japonesa, Asaka que lançou a abertura como um single em 24 de janeiro de 2018. O tema final é "Fuyu Biyori" (ふゆびより) cantado pela cantora japonesa Eri Sasaki. O serviço de streaming, Crunchyroll transmitiu a série originalmente entre 04 de janeiro de 2018 e 22 de março de 2018.
No Brasil, o anime foi transmitido pelo canal Cartoon Network no bloco Toonami.
A C-Station produziu a segunda temporada do anime em janeiro de 2021. O estúdio também produziu o spin-off de episódios curtos, Heya Camp (Room Camp), em janeiro de 2020 e o filme original de Yuru Camp, que foi lançado em julho de 2022.
A terceira temporada do anime foi confirmada para 2024.

### Lista de episódios
| #  | Título | Exibição                |
| -- | --- | ----------------------- |
| 1  | "Monte Fuji e lámen de curry" "Fuji-san to Karemen (ふじさんとカレーめん)"                                                  | 4 de janeiro de 2018    |
| 2  | "Bem-vindas ao clube de atividades ao ar livre" "Yōkoso Nokuru e (ようこそ 野クルへ)"                                       | 11 de janeiro de 2018   |
| 3  | "Monte Fuji e ensopado relaxado" "Fuji-san to Mattari Onabe Kyanpu (ふじさんとまったりお鍋キャンプ)"                        | 18 de janeiro de 2018   |
| 4  | "Clube de atividades ao ar livre e a menina que acampa sozinha" "Yakyū to Soro Kyanpu Gāru (野クルとソロキャンガール)"      | 25 de janeiro de 2018   |
| 5  | "Dois acampamentos e duas paisagens" "Futari no Kyanpu, Futari no Keshiki (二つのキャンプ、二人の景色)"                     | 1 de fevereiro de 2018  |
| 6  | "Carne, cores de outono e o lago misterioso" "Oniku to Kōyō to Nazo no Mizūmi (お肉と紅葉と謎の湖)"                         | 8 de fevereiro de 2018  |
| 7  | "A margem do lago à noite e pessoas que acampam" "Kohan no yoru to kyanpu no hitobito (湖畔の夜とキャンプの人々)"           | 15 de fevereiro de 2018 |
| 8  | "Provas, Caribou, bolinhos, delícia!" "Tesuto, karību, manjū umai (テスト、カリブー、まんじゅううまい)"                     | 22 de fevereiro de 2018 |
| 9  | "Uma noite da navegadora Nadeshiko e o vapor de termas" "Nadeshiko Nabi to yu kemu Ri no yoru (なでしこナビと湯けむリの夜)" | 1 de março de 2018      |
| 10 | "Viajantes atrapalhados e reuniões de acampamento" "Tabi heta-san to kyanpu kaigi (旅下手さんとキャンプ会議)"               | 8 de março de 2018      |
| 11 | "Acampamento de Natal!" "Kurikyan! (クリキャン！)"                                                                          | 15 de março de 2018     |
| 12 | "Monte Fuji e as meninas do acampamento relaxante" "Fuji-san to yuru kyangāru (ふじさんとゆるキャンガール)"                 | 22 de março de 2018     |